# Гравюра

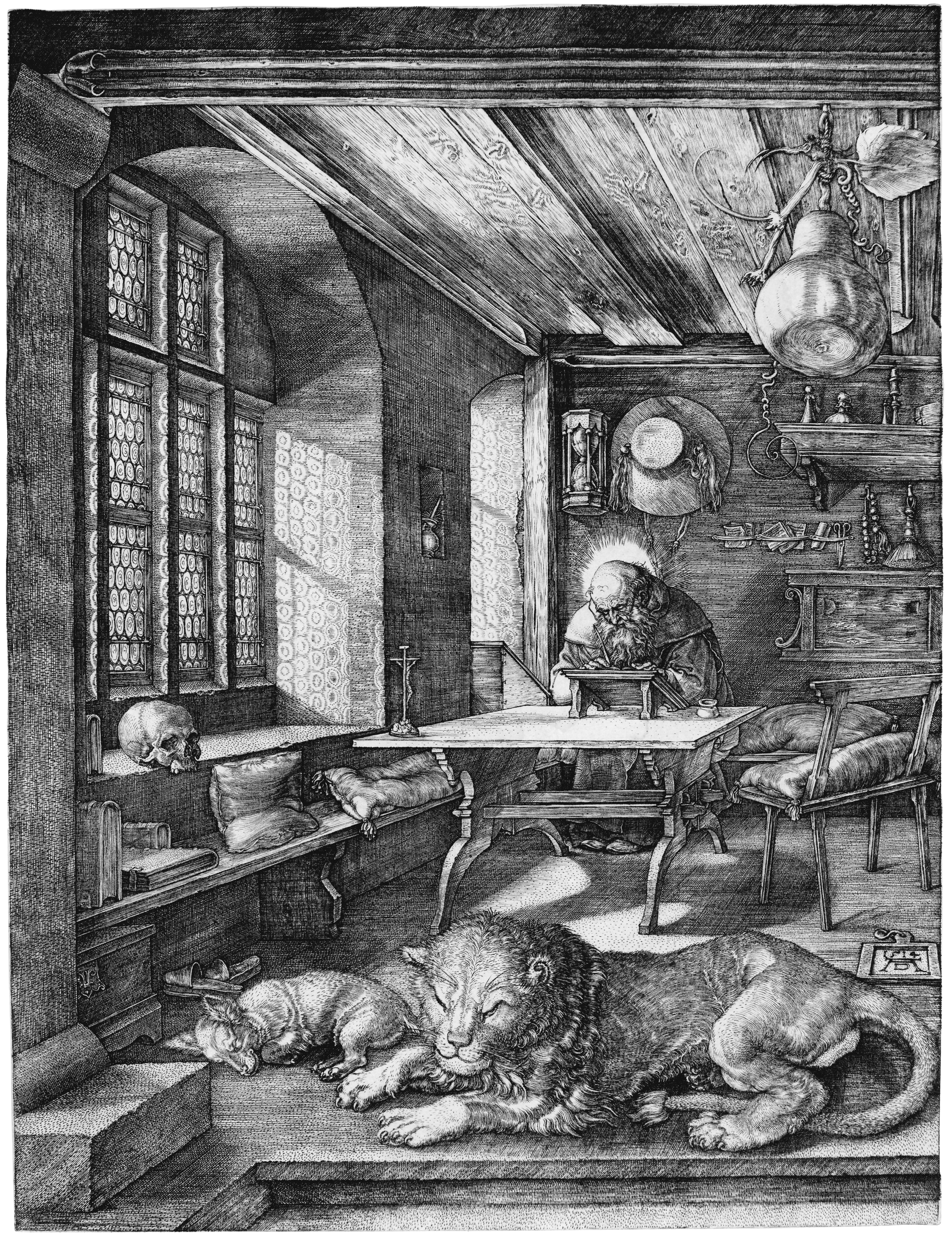
А. Дюрер. Святой Иероним в келье. 1514. Гравюра резцом на меди

Гравю́ра (фр. gravure — гравю́ра, гравирова́ние, от фр. graver — вырезать, высекать; нем. graben — копать) — разновидность графического искусства и полиграфической технологии, основанная на гравировании печатной формы.
В теории изобразительного искусства понятием «гравюра» объединяют особый способ художественного формообразования, методику и процесс творчества, отдельные произведения, особенности их восприятия и оценки. Принято также разделять термины «гравирование», его применяют к области станко́вой гравюры, и «гравировка» в отношении изделий ювелирного и декоративно-прикладного искусства.
Изображение в искусстве гравюры получается в результате оттиска на  бумагу (в зеркальном виде) с печатной формы — «доски» из металла (меди, стали, железа, цинка), дерева (ксилогра́фия) или линолеума (линогравю́ра) и даже из картона (гравюра на картоне) или стекла (фторофорт) с нанесённым на такую форму (в полиграфии — матрицу) углублённым (награвированным) рисунком. Одной из главных особенностей гравюры как разновидности станко́вого искусства является то, что оригинальным произведением является не награвированная художником печатная форма («доска»), а оттиск на бумагу, несмотря на тиражирование, составляющее вторую особенность искусства гравюры. Оттиск с печатной формы называют французским термином эстамп.
В зависимости от способа создания печатной формы техники гравюры подразделяют на две основных разновидности:
- Техники высокой печати: гравюра на дереве (обрезная и торцовая); линогравюра; гравюра на картоне.
- Техники глубокой печати: офортные техники: «травлёный штрих», резцовая гравюра, акватинта, лавис; пунктир, карандашная манера, сухая игла; мягкий лак; меццо-тинто.

Техники плоской печати (с формы, которая не имеет рельефа): литография, монотипия — не являются гравюрными и относить их к гравюре, так же как трафареты, альфрейные техники, шелкографию, неправильно.
Цветную гравюру на дереве (кьяроскуро) или металле получают так называемой многокрасочной печатью — с нескольких «досок» (для каждого цвета своя доска) либо раскраской оттисков от руки с помощью тампонов или кисти. Термин «гравёр» имеет несколько основных значений:
- Гравёр (фр. graveur) — художник, создающий графические произведения посредством изготовления печатной формы, предназначенной для высокой или глубокой печати. Авторов таких работ по праву и сейчас именуют «гравёрами», потому что большинство художников, занимающихся гравюрой, владело и владеет приёмами работы непосредственно на печатной форме (см. об этом ниже, в разделе, посвящённом автогравюре).
- Гравёр в узком, профессиональном смысле — квалифицированный рабочий, выполняющий на гравировальных станках или вручную при помощи специальных штихелей, резцов, игл и других инструментов, а также посредством травления кислотами рельефный рисунок на матрицах (печатных формах) из различных материалов: (металл, пластмасса, дерево, стекло и др.). Профессия гравёра распространена в полиграфии, целлюлозно-бумажной и текстильной промышленности, ювелирном деле.
- В большинстве случаев профессиональный гравёр, мастер-полиграфист, не считается автором произведения, поскольку он работает по эскизу (рисунку) профессионального художника, который объективно и считается таковым — автором, воплощающим собственный замысел, находящим соответствующие средства выразительности — композицию и образы, использующим линеарные, тоновые средства для реализации всех этих компонентов в произведении; в особенности это касается гравюры как таковой — станковой и прикладной графики, создаваемой соответствующим полиграфическим способом.
- Гравёр в широком смысле — человек осуществляющий различными приёмами гравирования изобразительные или орнаментальные композиции; исполнитель гравюры, работающий по своему или чужому рисунку.

## Классификация

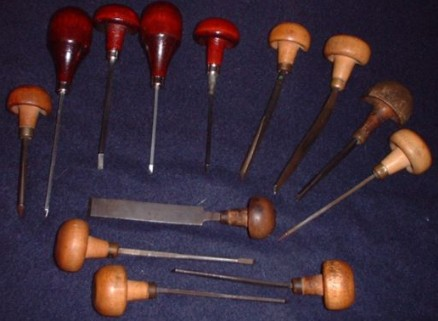
Штихели — инструменты для торцовой гравюры по дереву

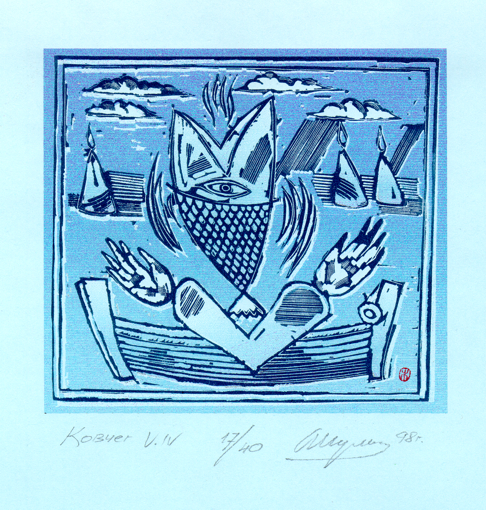
Serge. Ark V.IV. Гравюра на оргстекле с иллюминацией струйным принтером. 1998

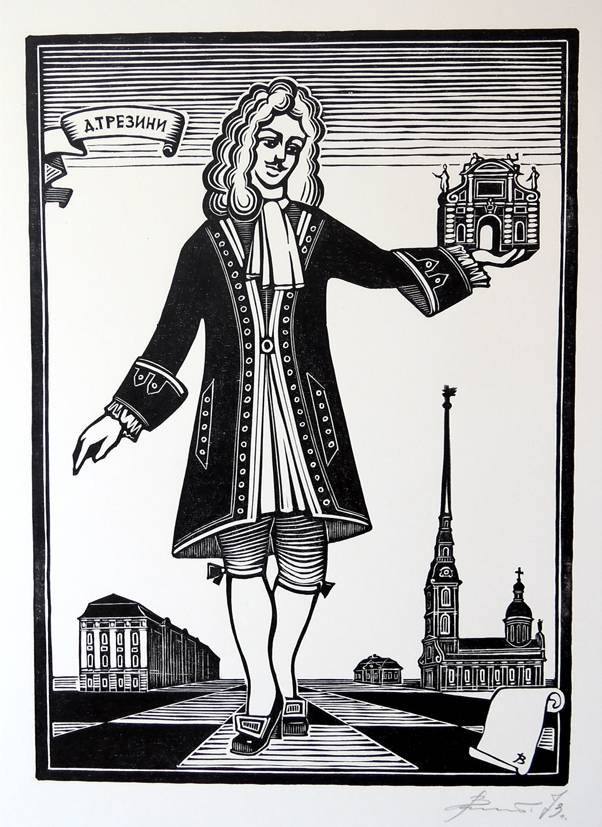
В. Г. Власов. Трезини. Из серии «Зодчие Санкт-Петербурга». 1972. Линогравюра. Собрание И. Г. Мямлина

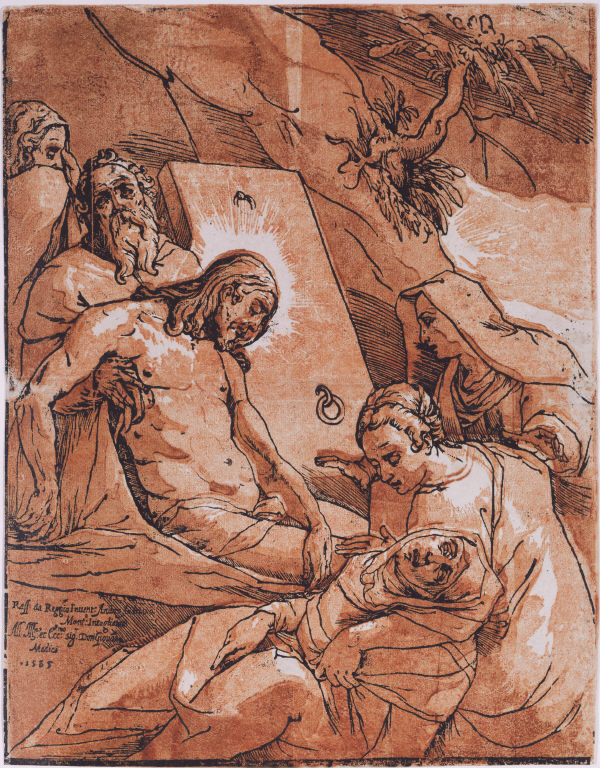
А. Андреани. Оплакивание Христа. Кьяроскуро

В зависимости от способа получения оттиска этот вид графики делится на два основных подвида: «гравюру высокой печати» и «гравюру глубокой печати». В первом случае краска накатывается и переносится на бумагу с плоскости «доски» под давлением печатного вала или рычажного пресса, а во втором — «вытягивается» из углублённого штриха, также под давлением, на увлажнённую бумагу. В зависимости от материала печатной формы гравюрные техники подразделяются на разновидности: гравюра на металле, линогравюра, ксилография, гравюра на картоне, воске.
Иногда к гравюре относят литографию, что является недопустимой ошибкой, поскольку в литографии печатная форма не гравируется, оставаясь плоской, она обрабатывается кислотами.
В зависимости от способа обработки (гравирования или травления) при нанесении рисунка, формы гравюра на металле также подразделяется на «манеры»: гравюра резцом на меди, стали, офорт, меццо-тинто, акватинта, сухая игла. Для создания гравированного изображения используется либо механический перенос на «доску» зеркального изображения по отношению к будущему оттиску либо рисование прямо на «доске» в зеркальном виде. Технически процарапывание осуществляется с помощью иглы или другими специальными инструментами, в том числе — подобными штихелям для торцовой гравюры, но несколько отличающимися от них формой (более крутым изгибом клинка и заточкой рабочей части) — так называемыми стиплями и т. п.), либо химический (травление кислотой или хлорным железом, пары́ которого менее токсичны, нежели пары азотной кислоты).
Лавис — относится к технике гравюры, выполненной на металле, при которой изображение наносится смоченной в кислоте кистью непосредственно на медную пластину. Гравюры лависом напоминают рисунок кистью с размывкой. Изобретён лавис был в XVIII веке.
Автогравю́ра (от др.-греч. αὐτός — сам и фр. gravure — гравюра) — гравюра, в которой печатная форма (из разных материалов — дерево, линолеум, металл) выполняется самим художником — автором композиции. Большинство мастеров гравюры — от Альбрехта Дюрера до современных художников — всегда работало в материале самостоятельно: это обусловлено и тем, что настоящего понимания особенностей валёра и путей получения требуемых эффектов можно достичь только так. Даже первые пробные оттиски художник старается делать сам; в том числе и печатью на тонкой бумаге — притиркой вручную; В. А. Фаворский считал этот способ печати лучшим, поскольку тщательность автора позволяет передавать тончайшие нюансы, что недостижимо при печати на станке под большим давлением. Однако это справедливо только для сравнительно небольших ксилографий: гравюры большого формата напечатать притиркой затруднительно. Тем не менее, авторами как европейских, так и японских гравюр всегда считались художники, сделавшие рисунок, на основе которого гравёры выполняли доски; с рисунками Гюстава Доре одновременно работало сразу несколько мастеров, а сам художник иногда тут же правил прямо на доске, что позволяло достигать цельности и стилистического единства цикла.
«Ручная гравировка» — это термин, который иногда используется для обозначения гравировки предметов, отличных от печатных форм, для создания надписи или украшения ювелирных изделий, огнестрельного оружия, трофеев, ножей и других изделий из тонкого металла.

## Процесс
Каждый гравёр имеет свои индивидуальные черты в работе. Гравёры используют инструмент из закаленной стали, называемый бурином или гравёром, для вырезания рисунка на поверхности, обычно медной пластины. Тем не менее современные мастера ручной гравировки используют фрезы или гравёры, чтобы резать различные металлы, такие как серебро, никель, сталь, латунь, золото, титан и многие другие, в приложениях от оружия до ювелирных украшений и мотоциклов.
Современные профессиональные гравёры могут выполнять гравировку с разрешением до 40 линий на миллиметр в высококачественных работах, создавая игровые сцены и орнаментальные завитки. Плашки, используемые при массовом производстве формованных деталей, иногда выгравировывают вручную, чтобы добавить специальные штрихи или определённую информацию, такую как номера деталей.

В дополнение к ручной гравировке существуют гравировальные станки, которые требуют меньше человеческой утончённости и непосредственно не контролируются вручную. Они обычно используются для надписей, используя пантографическую систему. Существуют версии для внутренней части колец, а также для наружных частей больших размеров. Такие машины обычно используются для надписей на кольцах, медальонах и презентационных материалах.

### Гравирование
Процесс гравирования печатной формы традиционно выполняется сочетанием давления и манипулирования обрабатываемой деталью. Традиционный процесс «ручного толчка» всё ещё практикуется сегодня, но современные технологии принесли различные механические системы. Большинство пневматических гравировальных систем требуют источника воздуха, который направляет его через шланг в наконечник, который во многих случаях напоминает традиционную ручку гравировки, которая приводит в действие механизм (поршень). Воздух приводится в действие либо ножным управлением (например, педалью газа или швейной машиной), либо новым управлением ладонью/рукой. Этот механизм заменяет либо усилие «ручного толчка», либо воздействие молотка. Внутренние механизмы движутся со скоростью до 15 000 ударов в минуту, тем самым значительно сокращая усилия, необходимые при традиционной ручной гравировке. Пневматические системы этих типов используются только для помощи в работе с электроприводом и не направляют и не управляют гравировщиком. Одним из основных преимуществ использования пневматической системы для ручной гравировки является снижение усталости и сокращение времени, затрачиваемого на работу.
В настоящее время художники используют комбинацию ручного, пневматического, ротационного или молоткового и долотного методов. Ручной толчок до сих пор широко используется современными мастерами ручного гравирования, которые создают работы в стиле «булино», которые являются очень детальными и деликатными, прекрасными работами. Подавляющее большинство, если не все, традиционные печатники сегодня полагаются исключительно на методы ручного толкания. Пневматические системы значительно уменьшают усилие, необходимое для удаления большого количества металла (при глубокой рельефной гравировке или в технике светлой резки).
Завершение работы часто необходимо при работе с металлом, который может заржаветь, или там, где желательно получить цветное покрытие, такое как огнестрельное оружие. Существуют разнообразные лаки для распыления и методы отделки для герметизации и защиты работы от воздействия элементов и времени. Отделка также может включать лёгкое шлифование поверхности для удаления небольших металлических сколов, называемых «заусенцами», которые являются очень острыми и неприглядными. Некоторые гравёры предпочитают высокую контрастность работе или дизайну, используя чёрные краски или чернила, чтобы затемнить удалённые (и более низкие) участки незащищённого металла. Избыток краски или чернил вытирают и дают высохнуть перед лаком или герметизацией, что может или не может быть желательно художником.

## Материалы для гравирования
Резцы бывают разных форм и размеров, которые дают различные типы линий.
Бурин производит уникальное и узнаваемое качество линии, которая характеризуется устойчивым, продуманным внешним видом и чистыми краями. Инструмент углового оттенка имеет слегка изогнутый наконечник, который обычно используется при печати.
Флорентийские лайнеры — это инструменты с плоским дном, в которые врезаны несколько линий, используемые для заливки на больших площадях или для создания линий с равномерным оттенком, которые быстро выполняются.
Кольцевые граверы изготавливаются с особыми формами, которые используются ювелирными гравёрами для вырезания надписей внутри колец.
Плоские граверы используются для заливки букв, а также для извилистых надрезов на большинстве гравировальных работ на музыкальных инструментах, удаления фона или создания ярких надрезов.
Круглые граверы и плоские граверы с радиусом обычно используются на серебре для создания ярких резов (также называемых яркой гравировкой), а также других труднообрабатываемых металлов, таких как никель и сталь.
Ножницы для гравировки и очень глубоких надрезов.
Квадратные или V-точечные граверы обычно имеют квадратную или вытянутую ромбовидную форму и используются для резки прямых линий. Точка V может находиться в диапазоне от 60 до 130 градусов, в зависимости от цели и эффекта. Эти граверы имеют очень маленькие режущие точки.
Другие инструменты, такие как меццотинт-рокеры, рулетки и полировщики, используются для текстурирования эффектов. Инструменты для полировки также могут быть использованы для определённых методов укладки камня.
Гравировка музыкальных инструментов, на латунных инструментах американского производства процветала в 1920-х годах и использует специальную технику гравировки, при которой плоский гравер «проходит» по поверхности инструмента для создания зигзагообразных линий и узоров. Способ «ходьбы» по граверу также может называться «извилистыми» или «покачивающимися» разрезами. Эта техника необходима из-за тонкости металла, используемого для изготовления музыкальных инструментов по сравнению с огнестрельным оружием или ювелирными изделиями. Порезы на извилинах обычно встречаются на серебряных западных украшениях и других западных металлических изделиях.

### Строение инструментов
Строение инструмента чрезвычайно важно для точности ручного гравирования. Когда инструмент заточенный, для большинства применений, у гравера есть «лицо», которое является верхней частью гравера, и «пятка», которая является нижней частью гравера. Однако, не все инструменты или приложения требуют каблука.
Эти две поверхности встречаются, чтобы сформировать точку, которая режет металл. Геометрия и длина каблука помогают плавно направлять гравер, поскольку он режет поверхность металла. Когда точка инструмента ломается или скручивается, даже на микроскопическом уровне, гравер может стать трудно управляемым и дает неожиданные результаты. Современные инновации привели к появлению новых видов твердосплавных сплавов, которые противостоят сколам и разрушениям, которые дольше удерживают очень острую точку между заточками, чем традиционные металлические инструменты.

### Заточка для инструментов
Для заточки гравера или бурина требуется либо точильный камень, либо колесо. Более твердые твердосплавные и стальные дробилки требуют заточки алмазного качества; эти граверы могут быть отполированы до зеркального блеска с помощью керамического или чугунного круга, что важно при создании ярких порезов.
Имеется несколько низкоскоростных реверсивных систем заточки, созданных специально для ручных граверов, которые сокращают время заточки. Также доступны приспособления, которые фиксируют инструмент под определёнными углами и геометриями, чтобы отгадывать догадки от заточки для получения точных точек.
Сегодня существует очень мало мастеров-гравёров, которые полагаются исключительно на «чувство» и мышечную память, чтобы точить инструменты. Эти мастера-гравёры, как правило, работали в течение многих лет в качестве учеников, чаще всего изучали техники за десятилетия до того, как современные машины стали доступны для ручных гравёров. Эти гравёры обычно обучаются в таких странах, как Италия и Бельгия, где ручная гравировка имеет богатое и давнее наследие мастеров.

## Современная гравюра
Благодаря высокоразвитым технологиям, в современной гравировке огромное количество мельчайших деталей, что делает подделку гравированных изделий почти невозможной. Так гравировку стали использовать на важных документах, банкнотах, пластинах для печати денег, чеков, облигаций и других чувствительных к безопасности документов. Гравировка настолько хороша, что обычный принтер не может воссоздать детали изображения с ручной гравировкой и не может быть отсканирована. Современная дисциплина ручной гравировки, как её называют в контексте металлообработки, сохранилась в основном в нескольких специализированных областях. Самые высокие уровни искусства можно найти в огнестрельном оружии и другом металлическом оружии, ювелирных изделиях и музыкальных инструментах. Сегодня на большинстве коммерческих рынков ручная гравировка была заменена фрезеровкой с использованием гравировальных или фрезерных станков с ЧПУ. Тем не менее есть определённые приложения, где использование инструментов ручной гравировки невозможно заменить.

## Машинная гравировка
В некоторых особенных случаях, когда дело касается большого тиражирования, возможна машинная гравировка. Изображение или рисунки могут быть перенесены на металлические поверхности с помощью механического процесса. Одним из таких процессов является рулонная штамповка или гравировка на роликовых штампах. В этом процессе упрочненный кристалл изображения прижимается к поверхности назначения с использованием экстремального давления для придания изображения. В 1800-х годах с помощью подобного процесса часто украшали пистолетные цилиндры, чтобы придать непрерывную картину вокруг его поверхности.

## Известные гравёры
- Мастер E. S.
- Дюрер, Альбрехт
- Дюве, Жан
- Джон Пай (John Pye, 1782—1874)
- Марк Дюваль
- Ван дер Хейден, Якоб
- Зубов, Алексей Фёдорович
- Анрикес, Бенуа-Луи
- Колпашников, Алексей
- Бьюик, Томас
- Гюстав Доре
- Матэ, Василий Васильевич
- Митрохин, Дмитрий Исидорович
- Остроумова-Лебедева, Анна Петровна
- Фаворский, Владимир Андреевич
- Морозов Аркадий Иванович
- Жилло Сент-Эвр
- Мориц Ретч